# Allen Maldonado
Allen Maldonado, född 20 maj 1983 i Bellflower, Kalifornien, är en amerikansk skådespelare.
Maldonado har bland annat medverkat i TV-serierna The Last O.G. (2018-2020) och The Wonder Years (2021-2023). Han har även medverkat i filmerna The Equalizer från 2014 och House Party från 2023.

## Filmografi (i urval)
- 2014 – The Equalizer
- 2018–2020 – The Last O.G. (TV-serie)
- 2021–2023 – The Wonder Years (TV-serie)
- 2021–2023 – Heels (TV-serie)
- 2023 – House Party
- 2024 – Tomb Raider: The Legend of Lara Croft (TV-serie)